# Yamamoto Fumiya
Fumiya Yamamoto (sinh ngày 12 tháng 7 năm 1988) là một cầu thủ bóng đá người Nhật Bản.

## Sự nghiệp câu lạc bộ
Fumiya Yamamoto đã từng chơi cho Yokohama F. Marinos.